# Lijst van voetbalinterlands Albanië - Finland (vrouwen)
Deze lijst van voetbalinterlands is een overzicht van alle officiële voetbalwedstrijden tussen de nationale vrouwenteams van Albanië en Finland. De landen hebben tot nu toe twee keer tegen elkaar gespeeld.

## Wedstrijden
| № | Plaats  | Datum            | Competitie           | Wedstrijd         | Uitslag |
| - | ------- | ---------------- | -------------------- | ----------------- | ------- |
| 1 | Elbasan | 2 september 2019 | EK 2022 kwalificatie | Albanië − Finland | 0 − 3   |
| 2 | Vaasa   | 8 oktober 2019   | EK 2022 kwalificatie | Finland − Albanië | 8 − 1   |

## Samenvatting
| Competitie      | Totaal gespeeld | Winst Albanië | Gelijk | Winst Finland | Doelsaldo Albanië – Finland |
| --------------- | --------------- | ------------- | ------ | ------------- | --------------------------- |
| EK kwalificatie | 2               | 0             | 0      | 2             | 1 − 11                      |
| Totaal          | 2               | 0             | 0      | 2             | 1 − 11                      |